# William G. Dever
William Gwinn Dever (Louisville, 27 novembre 1933) è un archeologo statunitense, specializzato nella storia di Israele e del Vicino Oriente durante tempi biblici.
È stato Professore di Archeologia e Antropologia del Vicino Oriente presso l'Università dell'Arizona a Tucson dal 1975 al 2002 ed è Professore Distinto di Archeologia del Vicino Oriente al Lycoming College in Pennsylvania.

## Formazione
Dever ha conseguito il suo Bachelor of Arts al Milligan College nel 1955, un Master of Arts alla Butler University nel 1959 e un Bachelor of Divinity al Christian Theological Seminary nel 1959. Ha conseguito il dottorato di ricerca presso l'Università di Harvard nel 1966.

## Carriera

### Scavi
Dever è stato direttore degli scavi dell'Harvard Semitic Museum-Hebrew Union College a Gezer dal 1966 al 1971, poi nel 1984 e nel 1990; è stato direttore dello scavo a Khirbet el-Qom e Jebel Qacaqir (Cisgiordania) dal 1967 al 1971; ricercatore principale presso gli scavi di Tell el-Hayyat (Giordania) dal 1981 al 1985 e assistente direttore nella spedizione dell'Università dell'Arizona a Idalion (Cipro) nel 1991.

### Argomentazioni
Ha usato la sua esperienza nell'archeologia sul campo del Vicino Oriente per argomentare (Did God Have a Wife? Archaeology and Folk Religion in Ancient Israel) sulla persistenza della venerazione della dea Asherah nella religione quotidiana della "gente comune" nei regni di Israele e Giuda. Usando ampie prove archeologiche da una serie di siti israeliti, in gran parte datati tra il XII e l'VIII secolo a.C., Dever ha sostenuto che questa religione "popolare'', con i suoi altari locali e oggetti di culto, amuleti e offerte votive, era rappresentativa della maggioranza della popolazione, e che la religione yahwista "pura", esposta nella Bibbia ebraica fu per molto tempo appannaggio di un'élite, un ideale religioso "in gran parte poco pratico".
Le opinioni di Dever sull'adorazione di Asherah si basano in misura significativa sulle iscrizioni a Khirbet el-Qom e Kuntillet Ajrud, così come su migliaia di statuette di Asherah che gli archeologi hanno trovato in varie località di Israele, inclusa una discarica vicino al Primo Tempio.

### Sulla storicità della Bibbia
In pensione, Dever è diventato un frequente autore di questioni relative alla storicità della Bibbia. È duramente critico nei confronti degli studiosi che negano qualsiasi valore storico ai racconti biblici, ma è ben lungi dall'essere un sostenitore del letteralismo biblico. Invece ha scritto:
e
Tuttavia, Dever è anche molto chiaro sul fatto che l'archeologia Siro-palestinese dovrebbe essere vista in un disegno molto più ampio del semplice modo in cui si collega alla Bibbia:
A causa di queste posizioni, Dever può essere considerato un "centrista" nell'archeologia biblica: mentre è molto più scettico sulla storicità della Bibbia di studiosi come Kenneth Kitchen e James K. Hoffmeier (che accusa di fondamentalismo), è anche duramente critico nei confronti di studiosi come Israel Finkelstein, Ze'ev Herzog, Niels Peter Lemche, Philip R. Davies e Thomas L. Thompson (che accusa di postmodernismo e nichilismo).
Nei suoi libri What Did the Biblical Writers Know and When Did They Know It?, Who Were the Early Israelites and Where Did They Come From? e Has Archeology Buried the Bible? Dever nega la storicità di gran parte del Pentateuco (pur ammettendo che il suo contenuto potrebbe basarsi su un substrato storico) e del Libro di Giosuè, ma afferma che materiale storico possa essere trovato dal Libro dei Giudici in poi. È un forte sostenitore della storicità del Regno Unito di Israele e dei re Saul, Davide e Salomone, sebbene egli ritenga che l'immagine che la Bibbia dà di loro sia estremamente esagerata; a suo parere, essi regnarono solo sui territori parte di Israele e dell'Autorità Nazionale Palestinese (eccezion fatta per la Striscia di Gaza, all'epoca controllata dai Filistei).

### Al Lycoming College
Dever è entrato a far parte della facoltà del Lycoming College nell'autunno del 2008. È stato nominato Professore Distinto di Archeologia del Vicino Oriente.

## Vita personale
Dever è figlio di un pastore evangelico ed è stato cresciuto come cristiano evangelico. In seguito si è convertito all'ebraismo riformato, sebbene si definisca come un nonteista irreligioso.
È sposato con Pamela Gaber, professoressa di Antico Testamento e Studi giudaici al Lycoming College. Si descrive come "un tradizionalista per temperamento e formazione".

## Opere
- William G. Dever, Recent archaeological discoveries and biblical research, University of Washington Press, 1990, ISBN 978-0295965888.
- William G. Dever, What Did the Biblical Writers Know and When Did They Know It? What Archaeology Can Tell Us about the Reality of Ancient Israel, Eerdmans, 2001, ISBN 0-8028-4794-3.
- William G. Dever, Who Were the Early Israelites and Where Did They Come from?, Eerdmans, 2003, ISBN 0-8028-0975-8.
- William G. Dever, Did God Have a Wife?: Archaeology and Folk Religion in Ancient Israel, Eerdmans, 2005, ISBN 0-8028-2852-3.
- William G. Dever, The Lives of Ordinary People in Ancient Israel: Where Archaeology and the Bible Intersect, Eerdmans, 2012, ISBN 978-0-8028-6701-8.
- William G. Dever, Beyond the Texts: An Archaeological Portrait of Ancient Israel and Judah, Society of Biblical Literature Press, 2017.
- William G. Dever, Has archaeology Buried the Bible?, Eerdmans, 2020.
- William G. Dever, My Nine Lives: Sixty Years in Israeli and Biblical Archaeology, Society of Biblical Literature PressL, 2020.